# (2552) Remek
(2552) Remek est un astéroïde de la ceinture principale.

## Description
(2552) Remek est un astéroïde de la ceinture principale. Il fut découvert le 24 septembre 1978 à l'Observatoire Kleť par Antonín Mrkos. Il présente une orbite caractérisée par un demi-grand axe de 2,15 UA, une excentricité de 0,19 et une inclinaison de 0,9° par rapport à l'écliptique.

## Compléments